# Praça de Luís de Camões
Het Praça de Luís de Camões is een plein gelegen in de wijk Chiado in Lissabon, Portugal.

## Standbeeld
Midden op het plein staat een standbeeld van de Portugese dichter Luís de Camões, dat werd ingewijd in 1867 ter ere van het gedicht Os Lusíadas, dat wordt gezien als de nationale epos van Portugal. Het beeld werd gemaakt door de Portugese beeldhouwer Vítor Bastos. Het is gemaakt van brons en zo'n vier meter hoog, staat op een achthoekige sokkel welke is omringd door acht standbeelden van historische figuren uit Portugal: Fernão Lopes, Pedro Nunes, Gomes Eanes de Azurara, João de Barros, Fernão Lopes de Cantanhede, Vasco Mouzinho de Quevedo, Jerónimo Corte-Real en Francisco Sá de Menezes. Het monument van Luís de Camões is de op een na oudste van Lissabon in zijn soort, alleen het monument van Jozef I van Portugal op het Praça do Comércio is ouder.